# Medenín
Medenín (arab: مدنين ; nyugati nyelvekre átírva: Médenine; Medenine) város és kormányzósági székhely Tunézia délkeleti részén, a Djeffara-síkságon.

## Fekvése
Dzsardzsísz közelében, Kábesztől 75 km-re délre, Ben Gardane-től 78 km-re nyugatra fekvő település.

## Leírása
A város fontos útvonalak metszéspontjában fekszik. Híres régi, sajátos gabonatárolóiról (gofra), melyek megszületésüket az arab invázió elől a hegyekbe kényszerült berberek leleményességének köszönhetik. Azért, hogy termésüket óvják az illetéktelen betolakodóktól, azt egymás mellé és fölé épített keskeny, de hosszúkás, boltíves tetejű magtárakban tárolták, amelyek jól védhetők voltak, mert szinte erődszerűen építették ki. A magtárakat gyakran 6-8 sorban, emeletesre építették meg, és közös őröket állítottak, vagy maguk is beköltöztek azokba, rendszerint az alsó szintekbe. E magtárak közül az elsők a 17. század körül épültek.
A gofra mellett megtalálható itt a ksar, mely falusi erődítményt, palotát jelent. Ez a gofra továbbfejlesztett változata. A gofránál nagyobb méretű építmény, mely a termény tárolása mellett ember és jószág védelmét szolgáló kőből, esetleg agyagból kiépített rendszer.

## Galéria

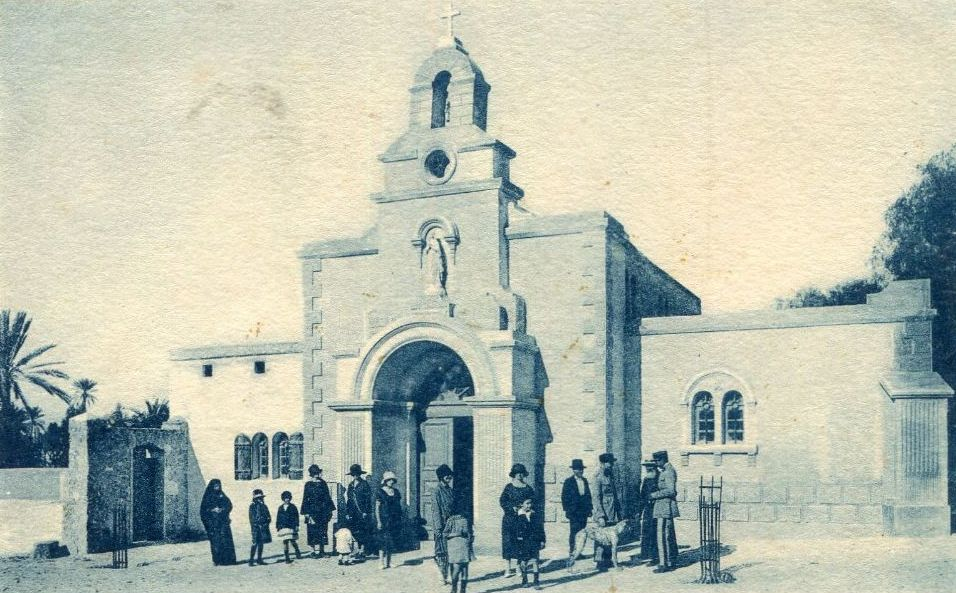
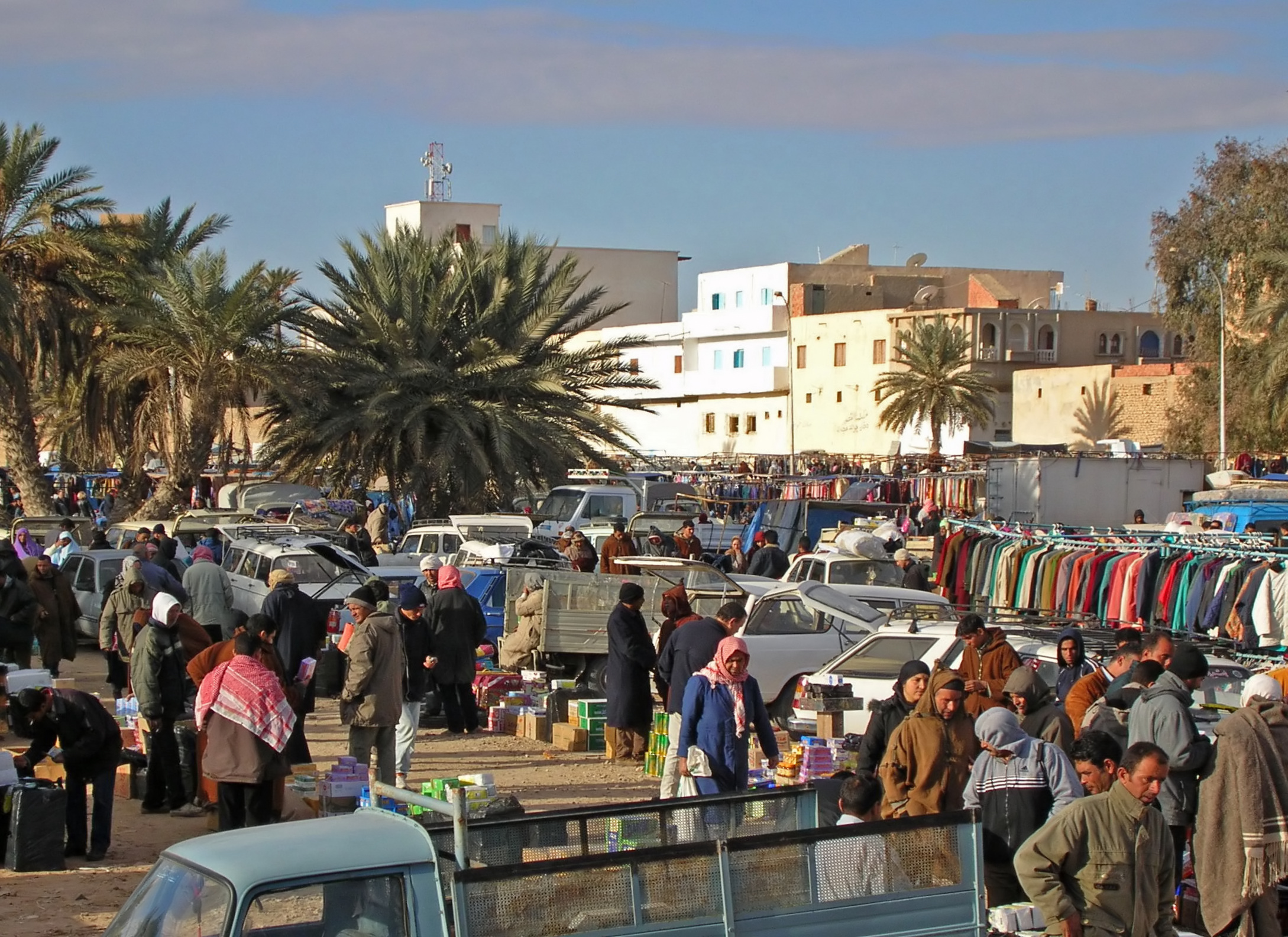
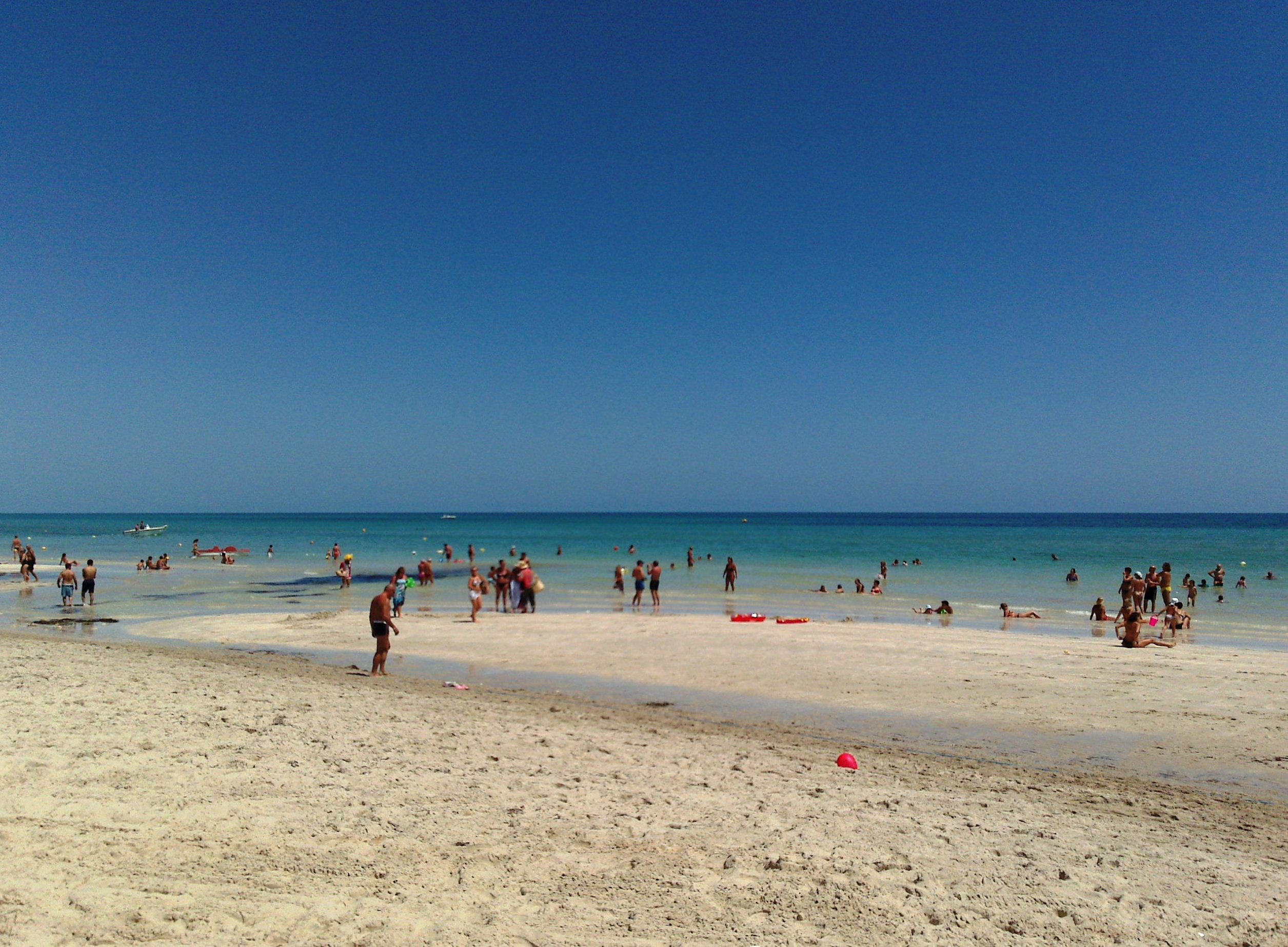
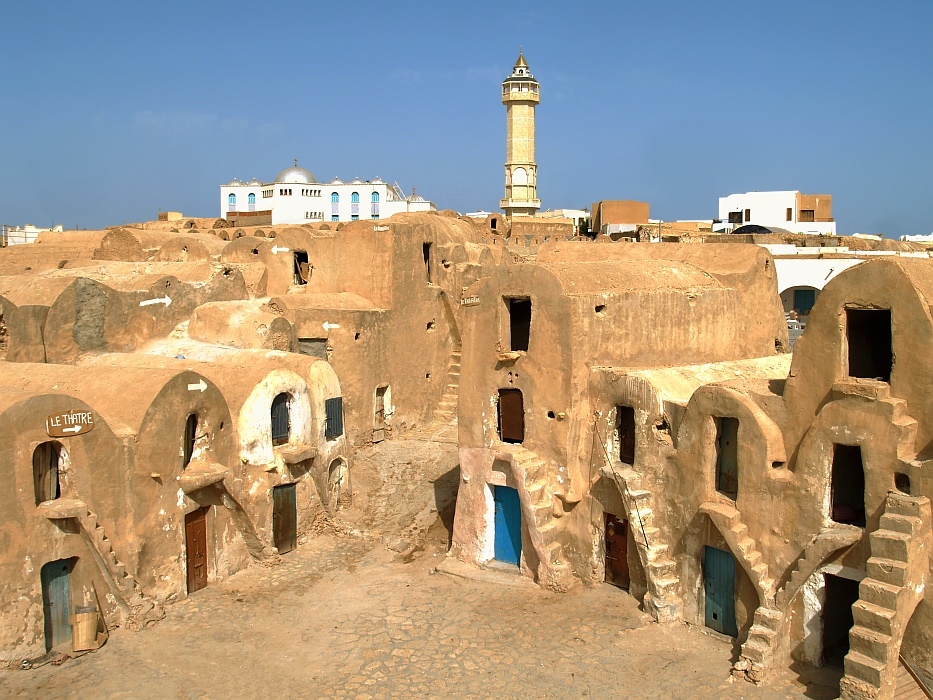
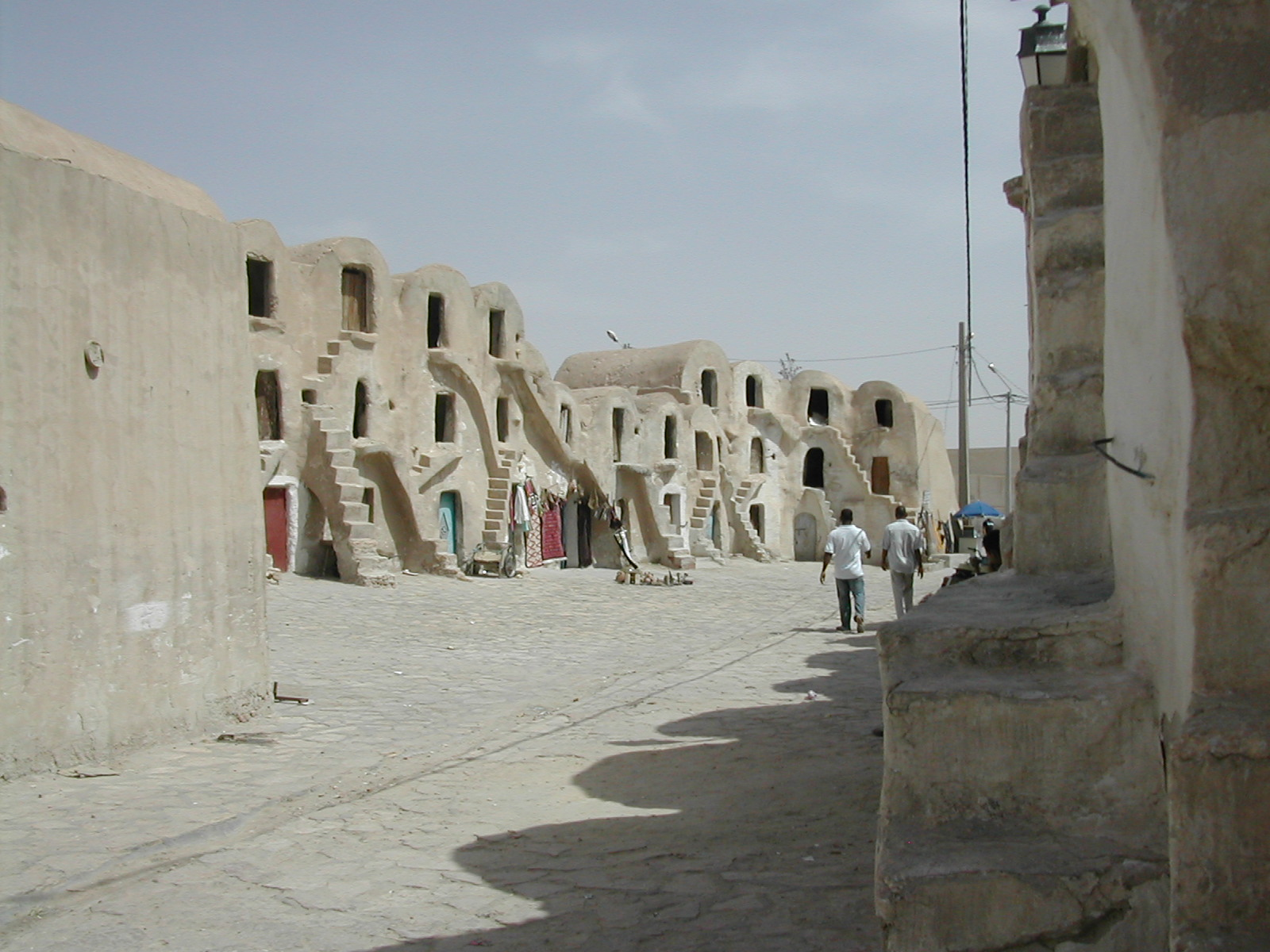
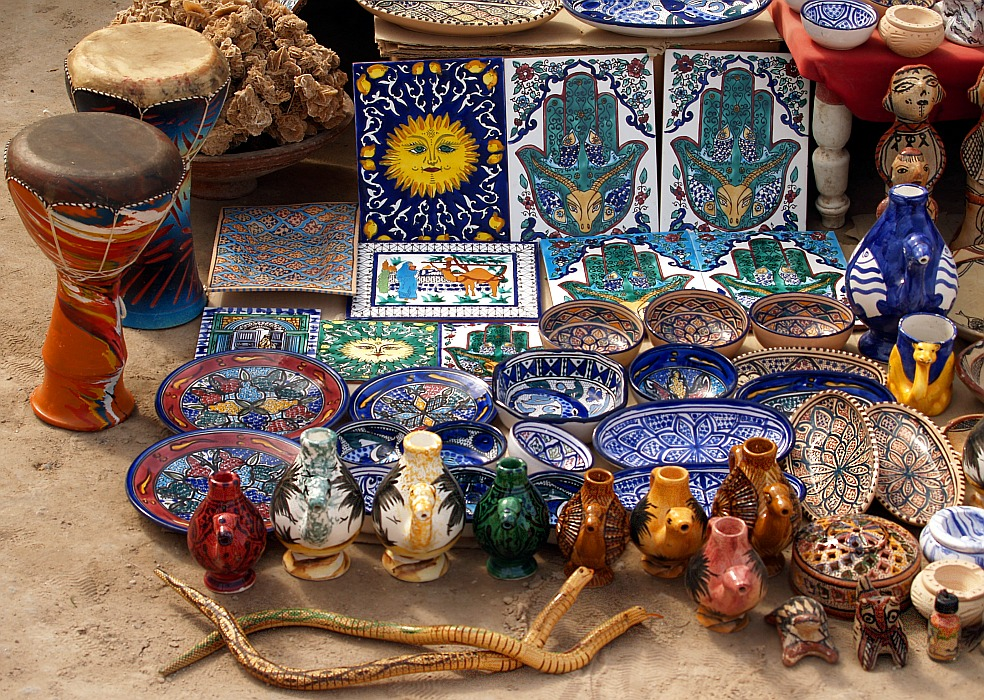